# Настільні ігри інків
Настільні ігри інків — переважно азартні ігри з кістками та дошками, що були популярні зазвичай серед знаті в державі інків Тауантінсую. Ймовірно зазнали впливів держав Тіауанако та Чиму.

## Характеристика
Іграми інки займалися переважно під час різних свят, що відбувалися мінімум 1 раз на місяць. Найпопулярнішими були азартні ігри. Кістки робилися з кісток або дерева, кожна сторона позначалася відповідно: один, два, три, чотири, п'ять і двадцять.
У грі уайру кожен гравець підраховував очки, отримані при пересуванні камінчиків або бобів в поглибленнях, зроблених у пласкому камені. За словами П. Х. де Арьягі, це була ритуальна гра, проте існує інша теорія. На думку більшості дослідників її назва пішла від імені наложниці Тупака Юпанкі, яка одного разу була присутня в заміській резиденції Юкай при грі, в якій брав участь сам Сапа Інка. Він здобув блискучу перемогу і, віднісши її на рахунок присутності цієї жінки, подарував дівчині прикраси, які були на кону, і повелів називати цю гру її ім'ям.
У нункара використовувалися п'ять отворів, значення яких збільшувалися десятками від 10 до 50. Той, кому першому вдавалося досягти останньої цифри, вигравав, проте подробиці цієї гри невідомі. У ній використовувалися різноколірні боби, що мали цифрові значення.
Відомою грою була апайтал'я. За легендою її вигадала дружина Інки Пачакутека. Гравець вставав і вилущував насіння бобів зі стручків. Вигравав той, чий біб відлітав далі всіх і робив при цьому більше шуму. Ймовірно, ця гра була винайдена чиму, оскільки її малюнки можна зустріти на деяких вазах.